# Psychotria bristolii
Psychotria bristolii är en måreväxtart som beskrevs av W.Arthur Whistler. Psychotria bristolii ingår i släktet Psychotria och familjen måreväxter. Inga underarter finns listade i Catalogue of Life.